# 요세프 차페크
요세프 차페크(체코어:Josef Čapek, 1887년 3월 23일 ~ 1945년 4월)는 체코슬로바키아의 화가, 소설가, 극작가, 사진가이자 삽화가이다. 극작가인 카렐 차페크의 형이다.
무대미술가로 프라하 국립극장(체코어: Národní divadlo)와 브르노 국립극장(체코어:Státní divadlo v Brně), 비노흐라드 시립극장(체코어:Městské divadlo na Vinohradech)과 공동작업을 하였다.
나로드니 리스티(체코어:Národní listy, '민족지')의 편집인으로 시작하여 1921년~1939년에는 리도베 노비니(체코어:Lidové noviny, '민중신문')에서 예술평론가와 편집인으로 일한다. 그외에도 몇몇 예술 관련 잡지의 편집인으로도 활동했다.
1939년 9월 반파시스트 활동으로 체포되고 독일 포로 수용소에 수감된다. 수용소에 있는 동안 시를 썼으며 수용소에서 사망했다.

## 같이 보기
- 카렐 차페크